# Боцца, Туллио
Туллио Боцца (итал. Tullio Bozza; 3 февраля 1891, Неаполь — 13 февраля 1922, там же) — итальянский фехтовальщик-шпажист. Чемпион летних Олимпийских игр 1920 года Антверпене в зачёте командного первенства шпажистов.

## Биография
Туллио Боцца родился 3 февраля 1891 года в Неаполе, Италия.
Наибольшего успеха как фехтовальщик добился в 1920 году, когда вошёл в основной состав итальянской национальной сборной и удостоился права защищать честь страны на летних Олимпийских играх в Антверпене. В личном зачёте шпажистов попасть в число призёров не смог, остановившись на стадии четвертьфиналов, тогда как командном зачёте вместе с партнёрами по итальянской команде занял первое место и завоевал золотую медаль (при этом Боцца выступал только в предварительных поединках, а в финале участия не принимал).
Вскоре после Олимпиады Туллио Боцца был сражён тяжёлой болезнью и 13 февраля 1922 года скончался в Неаполе в возрасте 31 года.
При жизни Боцца находился в отношениях с известной итальянской писательницей Сибиллой Алерамо (урождённой Риной Фаччо), в частности она посвятила ему одну из своих пьес «Эндимион» (1923). Также она обращалась к образу Боцци в позднем своём произведении «Любовная сельва» (1947).